# فرنسيس فينكلر
فرنسيس فينكلر (بالإنجليزية: Francis Winkler)‏ هو لاعب كرة قدم أمريكية أمريكي، ولد في 20 أكتوبر 1946.

## وصلات خارجية
- فرنسيس فينكلر على موقع مرجع كرة القدم المحترفة.كوم (الإنجليزية)